# Marinko Galič
Marinko Galič (ur. 22 kwietnia 1970 w Koprze) – słoweński piłkarz, grający na pozycji obrońcy.
Galič zaczynał karierę w FC Koper, w którym grał do 1993 roku. Od 1993 do 1996 grał w NK Maribor. W 1996 przeniósł się do Dinama Zagrzeb, w którym grał przez dwa sezony. W 1998 roku wrócił do ojczyzny i krótko grał w NK Mura, by wrócić w tym samym roku do NK Maribor, w którym grał do 2001 roku, i z którym awansował do Ligi Mistrzów w sezonie 1999/2000. W 2001 roku przeszedł do Rudaru Velenje, z którego odszedł w 2003 roku do swojego macierzystego klubu FC Koper. W 2003 opuścił Słowenię i wyjechał do Chin, by grać w Shandong Luneng. Z Chin przeniósł się do cypryjskiego Apollonu Limassol. Karierę kończył w Interblocku Lublana.
W latach 1994–2002 wystąpił 66 razy w reprezentacji Słowenii, z którą wystąpił w Euro 2000 oraz mistrzostwach świata 2002